# Marina i Siergiej Diaczenko
Marina i Siergiej Diaczenko (ros. Марина и Сергей Дяченко, ukr. Марина та Сергій Дяченки, Maryna ta Serhij Diaczenky), właśc. Maryna Jurijiwna Diaczenko-Szyrszowa (ukr. Марина Юріївна Дяченко-Ширшова; ur. 23 stycznia 1968 w Kijowie) oraz Serhij Serhijowycz Diaczenko (ukr. Сергій Сергійович Дяченко; ur. 14 kwietnia 1945 w Kijowie, zm. 5 maja 2022) – ukraińscy, rosyjskojęzyczni pisarze, scenarzyści i redaktorzy. Według ich samych byli oni „rodzimymi użytkownikami języka rosyjskiego mieszkającymi na Ukrainie”. W swoich dziełach, które sklasyfikowane są w szeroko pojętej fantastyce, często łączą różne gatunki literackie. W 2009 opuścili Kijów i zamieszkali w Moskwie, natomiast w 2013 przeprowadzili się do Stanów Zjednoczonych i od tamtej pory mieszkali w Kalifornii.
Debiutowali w 1994 roku powieścią Odźwierny (ros. Привратник). Laureaci wielu nagród literackich, w tym nagrody Euroconu dla najlepszych europejskich pisarzy fantastyki roku 2005.

## Wybrana twórczość
Wydane w Polsce:
- Rytuał
- Armaged-dom
- Czas wiedźm
- Dolina Sumienia
- Dzika energia
- Kaźń
- Magom wszystko wolno
- Waran
- Vita Nostra
- Miedziany Król
- Granica (wspólnie z Henrym Lionem Oldim i Andriejem Walentinowem), Solaris 2004

### Cykl Tułacze (Скитальцы)
- Odźwierny (Привратник, 1994), Solaris 2009
- Szrama (Шрам, 1996), Solaris 2009
- Następca (Преемник, 1996), Solaris 2010
- Awanturnik (Авантюрист, 2000), Solaris 2011